# Jean-Louis Idiart
Jean-Louis Idiart, né le 3 mai 1950 à Mazères-sur-Salat (Haute-Garonne) et mort le 30 novembre 2022 à Toulouse, est un homme politique socialiste français. Il fut député de Haute-Garonne (2002-2012), conseiller général du canton de Salies-du-Salat (1988-2015) et maire de Mazères-sur-Salat (1977-2001).

## Biographie
Contrôleur des impôts, Jean-Louis Idiart est élu député le 16 juin 2002, pour la XIIe législature (2002-2007), dans la circonscription de la Haute-Garonne (8e). Il fait partie du groupe socialiste. Il est réélu en juin 2007. Il choisit de ne pas se représenter aux élections législatives de 2012.
En 2011, le collectif Regards citoyens estime que ses absences non justifiées en commission lui ont coûté 1 420 €.
Renversé par une voiture à Mazères-sur-Salat, il meurt quelques jours plus tard à 72 ans à l'hôpital Purpan de Toulouse. Il est inhumé au cimetière de Mazères-sur-Salat.

## Mandats

### Mandats nationaux
- 2 avril 1993 - 20 juin 2012 : député de Haute-Garonne.

### Mandats locaux
- 21 mars 1977 - 18 mars 2001 : maire de Mazères-sur-Salat (Haute-Garonne)
- 3 octobre 1988 - 27 mars 1992 : conseiller général de Haute-Garonne
- 30 mars 1992 - 27 mars 1994 : vice-président du conseil général de Haute-Garonne
- 28 mars 1994 - 29 mars 2015 : conseiller général de Haute-Garonne

## Autres fonctions
- Vice-président du Comité de bassin d'emploi du Comminges
- Président du Syndicat Garonne et Salat (SYGES) de 1989 à 2001
- Président du SIVOM de la région de Salies-du-Salat de 1991 à 2000
- Président du Pays Comminges Pyrénées de 2004 à 2008